# 井田探
井田 探（いだ もとむ、1922年9月3日 - 2012年9月14日）は、日本の映画監督。
立教大学卒業後、助監督として大映京都撮影所での経験を経て、1954年からは日活に移籍した。1958年の映画『東京は恋人』で監督デビューを果たした。日活では任侠映画『男の紋章シリーズ』シリーズなど、高橋英樹主演の任侠映画を多く監督した。また『女浮世風呂』もヒットさせた。

## 主な作品

### 映画
- 東京は恋人 (1959年、監督デビュー作品)
- 非常手配 (1959年)
- 単車で飛ばそう (1959年)
- 海の罠 (1959年)
- 可愛い花 (1959年)
- トップ屋取材帖　迫り来る危機 (1959年)
- トップ屋取材帖　拳銃街一丁目 (1959年)
- 野郎！地獄へ行け (1960年)
- 君は狙われている (1960年)
- トップ屋取材帖　消えた弾痕 (1960年)
- トップ屋取材帖　影を捨てた男 (1960年)
- 東京ドドンパ娘 (1961年)
- 天使が俺を追い駈ける (1961年)
- 俺はトップ屋だ　顔のない美女 (1961年)
- 一石二鳥 (1961年)
- 街に気球があがる時(1961年)
- 惚れたって駄目よ (1962年)
- サラリーマン物語　新入社員第一課 (1962年)
- 青春を返せ (1963年)
- 都会の奔流 (1963年)
- 示談屋 (1963年)
- 銀座の次郎長 (1963年)
- 銀座の次郎長　天下の一大事 (1963年)
- 東海遊侠伝 (1964年)
- 海賊船 海の虎 (1964年)
- 男の紋章　喧嘩状 (1964年)
- 生きている狼 (1964年)
- 黒いダイスが俺を呼ぶ (1964年)
- こんにちは赤ちゃん (1964年)
- 男の紋章　俺は斬る (1965年)
- 星と俺とできめたんだ (1965年)
- 拳銃野郎 (1965年)
- さすらいは俺の運命 (1965年)
- 鉄火場仁義 (1966年)
- 三匹の牝猫 (1966年)
- 任侠八方破れ (1966年)
- 愛して愛して愛しちゃったのよ (1966年)
- 爆破3秒前 (1967年)
- 秩父水滸伝 影を斬る剣 (1967年)
- 新・男の紋章 若親分誕生 (1967年)
- 女浮世風呂 (1968年)
- 秘帳 女浮世草紙 (1968年)
- 残侠無情 (1968年)
- 夜の最前線 東京女地図 (1969年)
- 夜の最前線 女狩り (1969年)
- 夜の最前線 東京(秘)地帯 (1971年)

### 映画脚本
- 落日の血闘 (1955年) (鈴木清順と共作)[6]
- 命も恋も (1957年)
- 俺は情婦を殺す (1958年)

### テレビドラマ
- プレイガール
- 恐怖劇場アンバランス
- ベルサイユのトラック姐ちゃん

## 脚註
1. 1 2  “「東京ドドンパ娘」監督、井田探さん死去　９０歳”.   朝日新聞 (2012年9月22日). 2022年7月17日閲覧。
2. 1 2 3 4 5  “映画監督「青春を返せ」の井田探氏死去”.   スポニチ (2012年9月22日). 2022年7月17日閲覧。
3. ↑  “井田探のプロフィール・画像・写真(0000011883)”. ウェブザテレビジョン. 2022年7月18日閲覧。
4. ↑  “東京は恋人”.   KINENOTE. 2022年7月17日閲覧。
5. ↑   はだかの夢年代記 ぼくのピンク映画史 大和書房1989年 p.189 ISBN 4-479-39016-2
6. ↑  “落日の血闘”.   日活. 2022年7月17日閲覧。